# Sweet Victory
"Sweet Victory" is een nummer van de Amerikaanse zanger David Glen Eisley.

## Achtergrond
"Sweet Victory" is nooit op single verschenen, maar werd in 1986 uitgebracht als rechtenvrij nummer. Het verkreeg populariteit na het gebruik in de SpongeBob SquarePants-aflevering Band Geeks uit 2001, waarin een band samengesteld door Octo Tentakel tijdens de rust van de "Bubble Bowl", een verwijzing naar de Super Bowl, het nummer speelde. Volgens Carl Greenblatt, destijds een schrijver voor de show, was "Sweet Victory" slechts een van de vele nummers waaruit gekozen kon worden voor deze laatste scène: "Toen we Band Geeks maakten, wisten we dat we een groots nummer nodig hadden aan het einde waarbij iedereen Octo ondersteunt. Vanwege het verhaal moest het een groot marsnummer worden, en het helpt vaak als we de muziek hebben om hierbij te tekenen, dus we begonnen met zoeken. Gelukkig had Nickelodeon een grote verzameling van rechtenvrije nummers die we mochten gebruiken. We luisterden naar het ene na het andere marsnummer en ze klonken vrijwel allemaal hetzelfde. En naarmate we meer nummers hoorden, bleek dat het niet erg grappig zou zijn dat de band alleen marsmuziek zou spelen. Maar tussen de traditionele marsnummers zat een over-the-top, jaren '80-rocknummer verstopt genaamd "Sweet Victory". Het was anders dan waar we naar op zoek waren, maar het was zo geweldig dat we het moesten gebruiken. Dus we maakten de scène op de muziek, en het was een beter einde dan we hadden kunnen maken met een nummer dat we zelf zouden kunnen schrijven."
Naar aanleiding van het overlijden van Stephen Hillenburg, de bedenker van SpongeBob SquarePants, op 26 november 2018, begonnen fans van de show een petitie om "Sweet Victory" ten gehore te brengen tijdens de halftime show van Super Bowl LIII. Kort voor de finale bracht Eisley zelf een orkestrale versie van het nummer uit. Het nummer werd uiteindelijk niet gespeeld tijdens de show, maar de opening van de scène werd gebruikt als introductie voor "Sicko Mode" van Travis Scott. Dit zorgde op het internet voor verontwaardiging onder fans. Na afloop van de wedstrijd werd in het stadion wel de gehele scène op de schermen vertoond als eerbetoon aan Hillenburg. Ondanks de kritiek zorgde de show er wel voor dat het nummer voor het eerst in de geschiedenis de hitlijsten behaalde; in de Amerikaanse Hot Rock Songs-lijst kwam het nummer in de week van 16 februari 2019 op plaats 23 terecht. Tevens stond het nummer in 2018 in Nederland voor het eerst genoteerd in de Radio 2 Top 2000 op plaats 1689, eveneens als eerbetoon aan Hillenburg.

## NPO Radio 2 Top 2000
Sweet Victory stond alleen in 2018 in de NPO Radio 2 Top 2000, op plek 1689.